# Louis Vervaeke
Louis Vervaeke (Ronse, 6 ottobre 1993) è un ciclista su strada belga che corre per la Soudal Quick-Step. È professionista dal 2015.

## Palmarès

### Strada
- 2014 (Lotto Soudal U23, quattro vittorie)

Classifica generale Ronde de l'Isard d'Ariège
5ª tappa Tour de Savoie Mont-Blanc (Bonneville > Plateau des Glières)
Classifica generale Tour de Savoie Mont-Blanc
7ª tappa Tour de l'Avenir (Saint-Michel-de-Maurienne > La Toussuire)
- 2025 (Soudal Quick-Step, una vittoria)

2ª tappa Tour of Oman (Al Rustaq Fort > Yitti Hills)

#### Altri successi
- 2014 (Lotto Soudal U23)

Classifica a punti Tour de Savoie Mont-Blanc
Classifica giovani Tour de Savoie Mont-Blanc
- 2015 (Lotto Soudal)

Classifica sprint Vuelta al País Vasco
- 2021 (Alpecin-Fenix)

Classifica scalatori Deutschland Tour
- 2023 (Soudal-Quick Step)

2ª tappa UAE Tour (Khalifa Port > Khalifa Port, cronosquadre)

## Piazzamenti

### Grandi Giri
- Giro d'Italia

2015: ritirato (16ª tappa)
2018: ritirato (19ª tappa)
2019: ritirato (13ª tappa)
2021: 20º
2023: non partito (11ª tappa)
- Tour de France

2024: ritirato (14ª tappa)
- Vuelta a España

2016: 89º
2022: 57º
2023: 33º
2024: 59º

### Classiche monumento
- Liegi-Bastogne-Liegi

2015: ritirato
2019: 63º
2020: 36º
2021: ritirato
2022: 75º
2023: 52º
2024: 72º
2025: ritirato
- Giro di Lombardia

2014: ritirato
2015: ritirato
2016: ritirato
2020: 69º
2021: 74º
2022: ritirato

### Competizioni mondiali
- Campionati del mondo

Toscana 2013 - In linea Under-23: 42º

### Competizioni europee
- Campionati europei

Offida 2011 - In linea Junior: 14º